# Спас Хаджипопов
Спас Василев Хаджипопов (на сръбски: Спасоје Хаџи Поповић или Spasoje Hadži Popović) е сърбоманин журналист, деец на Сръбската пропаганда в Македония.

## Биография
Хаджипопов е роден в леринското село Буф, днес Акритас, Гърция. Според някои сведения рожденото му име е Сотир и е потомък на поп Константин Буфски. Баща му хаджи Василий приема предложенията на сръбската пропаганда и дава сина си да учи в сръбските училища в Битоля и Скопие. Учи за кратко в Сомбор и Ягодина, завършва педагогическо училище в Алексинац. След като Вардарска Македония попада в Сърбия след Междусъюзническата война той е сръбски учител в Прилеп. Заедно със сръбската армия и администрация се изтегля на остров Корфу в края на 1915 г. Държавен стипендиант в Марсилия през 1916-1918 г.
След края на Първата световна война се завръща като сръбски учител в Прилеп. През 1921 г. се премества в Битоля, където Хаджипопов основава собствен вестник - „Южна звезда“, пропагандиращ сърбизма в Македония. Осъден е на смърт от ВМРО и е убит на главната битолска улица Широк сокак на ъгъла с днешната улица „Елпида Караманди“, срещу тогавашното фотографско ателие на Папакоч. Организатор на убийството е Кръсте Льондев, който след процес срещу него е убит в 1928 година. Фактическите изпълнители на убийството на Хаджипопов са Лазар Мулев и Коста Бичинов.
След убийството властите затварят Васил Липитков от Любетино, Никола Динев Абдураманов от Пътеле, Димитър Юруков от Битоля, Фидан Мойсов от Кукуречани и Павел Стоянов от Желево. Осъдени са на смърт и са разстреляни на 21 юни 1928 година в Горно Оризари.